# Faustin Twagiramungu
Faustin Twagiramungu (Gishoma, 14 agosto 1945 – Bruxelles, 2 dicembre 2023) è stato un politico ruandese.
Esponente del Movimento Democratico Repubblicano, dal luglio 1994 all'agosto 1995 ha ricoperto carica di Primo ministro del Ruanda.

## Biografia
Da studente in Québec negli anni '60, ha incontrato il futuro Premier del Québec René Lévesque.
Suo suocero, Grégoire Kayibanda, fu deposto nel luglio 1973 dal presidente del Ruanda Juvenal Habyarimana, che lo fece poi condannare a morte, pena poi commutata in ergastolo.
Opponendosi al regime dittatoriale di Juvénal Habyarimana, ha partecipato alla fondazione del Movimento Democratico Repubblicano nel 1991, assumendone la guida nel 1992. All'interno del suo partito, ha avviato una corrente "pro-RPF" dichiarandosi sostenitore di un'alleanza con il gruppo armato del Fronte Patriottico Ruandese per porre fine alla dittatura di Juvénal Habyarimana.
Nel 1993 il Consiglio dei Ministri lo propose come Primo Ministro di un "governo di transizione ad ampia base" previsto dagli Accordi di Arusha, ma dovette attendere la caduta del Hutu Power e la fine del genocidio e della guerra civile per occupare questa posizione nel primo governo post-genocidio dal luglio 1994 fino alle sue dimissioni nell'agosto 1995.
| Controllo di autorità | VIAF (EN) 1170165930958568530004 · GND (DE) 1263290051 |